# Théophile Nicolas Noblot
Pour les articles homonymes, voir Noblot.
Théophile Nicolas Noblot est un homme politique français né le 11 janvier 1824 à Arconville (Aube) et mort le 17 juin 1891 à Nancy (Meurthe-et-Moselle).

## Biographie
Fils d'un cultivateur, Claude Noblot et de Magdeleine, Théophile Noblot dans l'Aube. Il fait ses études dans le collège de Troyes puis fait du commerce entre 1842 et 1852. Il se marie à Metz et s'y établit le 22 septembre 1852 comme manufacturier. Il devient juge du tribunal de commerce de la Moselle en 1863 et conseiller municipal en 1865 puis adjoint au maire de Metz. Il participe à plusieurs sociétés messines dont la société musicale Sainte-Cécile et la Société d'encouragement pour l'instruction des adultes de la ville de Metz où il est élu président en 1867. Il est élu député le 8 février 1871 sur les listes républicaine et patriotique, démissionnant le 1er mars 1871 avec les autres députés des territoires annexés. Il s'installe alors à Nancy et en 1871, il est élu conseiller général du canton de Nancy-Nord puis conseiller municipal avec l'appui du comité républicain et de l'union républicaine de Meurthe-et-Moselle. Il devient membre de la Chambre de commerce en 1878 et il est élu député de Meurthe-et-Moselle en 1883 contre un ancien bonapartiste maintenant radical Ouchard. Noblot siégea parmi les républicains opportunistes tout en étant favorable à l'Union républicaine. Il est réélu en 1885 mais il est battu en 1889 par le boulangiste Alfred Gabriel. 
Il a été fait chevalier de la Légion d'Honneur en 1879.

## Sources
- « Biographie extraite du dictionnaire des parlementaires français de 1789 à 1889 (Adolphe Robert, Edgar Bourloton et Gaston Cougny) », sur gallica BNF (consulté le 8 décembre 2013)
- Jean El Gammal, François Roth et Jean-Claude Delbreil, Dictionnaire des Parlementaires lorrains de la Troisième République, Serpenoise, 2006 (ISBN 2-87692-620-2 et 978-2-87692-620-2, OCLC 85885906, lire en ligne), p. 302